# NGC 509
NGC 509 (ook wel GC 5172, 2MASX J01232407+0926004, MCG +01-04-045, PGC 5080, UGC 932 of ZWG 411.43) is een balkspiraalstelsel in het sterrenbeeld Vissen. Het hemelobject ligt 87 miljoen lichtjaar (26,7×106 parsec) van de Aarde verwijderd en werd op 1 oktober 1864 ontdekt door de Duits-Britse astronoom William Herschel.